# AsiaSat 4
O AsiaSat 4 é  um satélite de comunicação geoestacionário que foi construído pela Boeing (Hughes), ele está localizado na posição orbital de 122 graus leste e é era operado pela AsiaSat.

## Lançamento
O satélite foi lançado com sucesso ao espaço em 12 de abril de 2003, abordo de um foguete Atlas IIIB a partir do Cabo Canaveral, na Flórida, EUA. Ele tinha uma massa de lançamento de 4.137  kg e uma vida útil estimada de 15 anos.

## Capacidade e cobertura
O AsiaSat 4 é equipado com 28 transponders em banda C e 16 em banda Ku para fornecer extensa cobertura de banda C em toda a Ásia e vigas de banda Ku direcionados para a Austronésia, Ásia Oriental, e uma carga útil BSS para prestação de serviços de Direct to Home (DTH) para Hong Kong.